# Mackenyu
Mackenyu, född 16 november 1996 i Little Tokyo i Los Angeles, är en japansk-amerikansk skådespelare.
Mackenyu har bland annat medverkat i TV-serierna Dôki no Sakura och One Piece. Han har även medverkat i filmen Knights of the Zodiac.

## Filmografi (i urval)
- 2019 – Dôki no Sakura (TV-serie)
- 2023 – Knights of the Zodiac
- 2023 – One Piece (TV-serie)